# 谷口治郎
谷口治郎（日语：／ Taniguchi Jirō，1947年8月14日—2017年2月11日），日本漫畫家，出身於鳥取縣鳥取市。

## 經歷
鳥取縣立鳥取高商畢業之後在京都的一般纖維生產公司上班直到1966年以漫畫家為職志上京。擔任石川球太的助手以奠下基礎，1971年以發表在《ヤングコミック》（少年畫報社）正式出道。其後，從上村一夫的門下獨立。之後主要和關川夏央等多位漫畫原作者搭檔合作，創出冷硬派、動物、冒險、格鬥、文藝、科幻等各種領域的青年漫畫。
其繪製風格受到尚·吉羅和馮索瓦·史奇頓等法國－比利時漫畫家（Bande dessinée franco-belge）的影響最深，故在接受專訪時說。
1991年的中以中流家庭的日常為題材的作品開創出新的境界，此後創作出多部以人和動物、人與人之間的聯繫語羈絆為主題的平凡日常向的戲劇作品。
2000年代，《遙遠的小鎮》在歐洲翻譯成各種語言發行之後得到相當高的評價，並榮獲法國和比利時等法語系國家的藝術類獎項。2007年至2008年曾獲得法國的鐘錶珠寶企業卡地亞與多位畫家的邀請，負責設計卡地亞和當地的服裝店的形象廣告，並附贈漫畫收錄在導覽手冊。
2017年2月11日因多重器官衰竭去世，享壽69歳。

## 作品列表

### 連載
- 《無防備都市》（原作：關川夏央、1978年、漫画パンチ、芳文社）
- 《Lind3!》（原作：關川夏央、1978年、漫画ギャング、雙葉社）
- 《事件屋稼業》（原作：關川夏央、1980年、漫画ギャング、雙葉社）
- 《新・事件屋稼業》（原作：關川夏央、1982 - 1994年、週刊漫画ゴラク、日本文藝社）
- 《ハンティングドッグ》（1980 - 1982年、漫画エロトピア、ワニマガジン社）
- 《青色戰士》（原作：狩撫麻禮、1981 - 1982年、Big Comic Spirits、小學館）
- 《LIVE!Odyssey》（原作：狩撫麻礼、1981年、平凡パンチ、平凡社）
- 《BLANCA》（1984 - 1986年、コミック・ノストラダムス他、祥傳社）
- 《ENEMIGO》（原作：M.A.T.、1984 - 1985年、プレイコミック、秋田書店）
- 《少爺的時代》（原作：關川夏央、1987 - 1996年、漫畫ACTION、雙葉社）
- 《K-登山者》（原作：遠崎史朗、1986年、リイドコミック、リイド社）
- 《地球冰解事紀》（1987 - 1988年、月刊Afternoon、講談社 / 1988 - 1991年、Morning、講談社）
- 《原獸事典》（1987 - 1990年、モーニング カラフル增刊他）
- 《餓狼傳》（原作：夢枕獏、1988年、コミックファイター、朝日ソノラマ / 1989 - 1990年、獅子王、朝日ソノラマ）
- 《サムライ・ノングラータ》（原作：矢作俊彦、1990 - 1991年、GORO、小學館）
- 《歩く人》（1990 - 1991年、モーニング パーティ増刊、講談社）
- 《Benkei in N.Y》（原作：毛利甚八、1991 - 1995年、ビッグコミックオリジナル增刊、小學館）
- 《風之抄》（原作：古山寛、1992年、Young Champion、秋田書店）
- 《父之曆》（1994年、Big Comic、小學館）
- 《孤獨的美食家》（原作：久住昌之、1994 - 1996年、PANja、扶桑社）
- 《神之犬》（1995 - 1996年、Big Comic）
- 《イカル》（原作：墨比斯（尚·吉羅）、1997年、Morning）
- 《遙遠的小鎮》（1998年、Big Comic、小學館）
- 《搜索者》（1999年、Big Comic、小學館）
- 《櫸之木》（原作：內海隆一郎、1999年、Big comic、小學館）
- 《神之山嶺》（原作：夢枕獏、2000 - 2003年、Business Jump、集英社）
- 《天の鷹》（2001 - 2002年、漫畫ACTION、雙葉社）
- 《老师的提包》（原作：川上弘美、2008 - 2010年、漫画BOX AMASIA、講談社）
- 《名づけえぬもの》（2010年、漫画BOX AMASIA、講談社）
- 《悠悠哉哉》（2011年、モーニング、講談社）
- 《獵犬偵探》（原作：稲見一良、2011年 - 2012年、Business Jump → Grand Jump PREMIUM、集英社）
- 《羅浮宮守護者》（2014年、Big Comic、小学館）

### 作品集
- （1980年，松文館（日语：早安出版））
- 西風是白色的，原名《（1984年、双葉社）
- （1985年，祥傳社）
- 海景酒店 HOTEL HARBOUR-VIEW（1986年，雙葉社）
- 犬を飼う（日语：犬を飼う）（1992年，小學館）
- （1994年、河出書房新社）
- 東京幻視行（1999年，講談社）
- 凍土的旅人，原名（2004年，小學館）
- 谷口治郎選集 （2009年、小学館）
- 谷口治郎選集 （2009年，小學館）
- 谷口治郎選集 （2009年，小學館）
- （2010年，光文社）
- （2012年，光文社）
- 谷口治郎畫集 jiro taniguchi（2016年，小學館）

## 獲獎
- 1992年 - 第37回小學館漫畫獎評審特別獎（『犬を飼う』）
- 1993年 - 第12回日本漫畫家協會獎優秀獎（『少爺的時代』）
- 1998年 - 第2回手塚治虫文化獎漫畫大獎（『少爺的時代』系列）
- 1998年 - 第3屆日本新媒體動漫藝術節漫畫部門優秀獎（『遙遠的小鎮』）
- 2001年 - 第5屆日本新媒體動漫藝術節漫畫部門優秀獎（『神之山嶺』）
- 2002年 - 安古兰国际漫画节 最優秀劇本獎（『遙遠的小鎮』）
- 2002年 - 安古兰国际漫画节 優秀書店獎（『遙遠的小鎮』）
- 2005年 - 安古兰国际漫画节 最優秀美術獎（『神之山嶺』）

## 腳註

## 相關項目
- Afternoon四季賞（日语：アフタヌーン四季賞）－1994年起每年的夏天擔任該獎項的作品審査長。

## 外部連結
- 谷口治郎的世界（小學館官網） （日語）
- 「Jump Square直撃專訪完全版」『Jump Square公式官網 （页面存档备份，存于）』 （日語）